# مخطط حجم السوق
مخطط حجم السوق أو مخطط السوق أو دراسة السوق أو ملف السوق (بالإنجليزية: Market Profile) هو أسلوب رسم بياني خلال اليوم يختص بدراسة السوق (السعر رأسياً، الوقت/النشاط أفقيًا) ابتكره «جيه بيتر شتايدلماير»، كان تاجراً في مجلس شيكاغو للتجارة (سي بي أو تي CBOT)، 1959-1985. كان شتايدلماير يبحث عن طريقة لتحديد وتقييم القيمة السوقية التي تتغير في إطارٍ زمنيٍ يوميٍّ. كان المفهوم هو عرض السعر على المحور العموديّ مقابل الوقت على الأفقيّ، والرسم التالي عمومًا هو شكل جرس أضخم عند الأسعار المتوسطة، مع تباطؤ النشاط وتقلص الحجم عند الأسعار المرتفعة والمنخفضة. بهذا الهيكل أمكنه التعرف على توزيع غاوس «الطبيعي» الذي تعرف عليه في علم الإحصاء في الكلية.
قُدِّمَ مخطط السوق للجمهور في عام 1985 كجزء من منتج مجلس شيكاغو للتجارة،«مخطط حجم السوق لمجلس شيكاغو للتجارة(اختصاراً CBOTMP1)». يشمل CBOTMP1 بيانات السيولة المصرفية الجديدة (LDB) وتخليصات نهاية اليوم، صُنفت التجارة كلها وحُدِّدَت من قبل فئة التاجر ((1) محلي، (2) تجاري، (3)ملء أعضاء لأعضاء آخرين و (4) ملء الأعضاء الطلبات للجمهور). اِقْتُرِح مخطط السوق كمنهجية منظِّمَة مرئية بالإضافة إلى هذه البيانات الجديدة. أعلنت CBOTMP1 مخططَ السوق/LDB كطريقةٍ «لتحسين الأداء». توصف بأنها «خدمة مؤشر التكلفة المتغيرة الوحيدة في صناعة السلع.»
تنص المادة الترويجيَّة على أن المخطط يجب أن يكون الرابط بين بيانات مجلس شيكاغو للتجارة CBOT والسوق. يستخدم رسم المخطط لمعرفة «ما يفعله السوق»؛ وتستخدم البيانات السيولة LDB لمعرفة حالة السوق. كجزء من اتصال العرض والبيانات في CBOTMP1 ، يُحدَّد سعر ذروة حجم المقاصة على أنه نقطة التحكم (POC). بعد تشبيه التوزيع الطبيعيّ فإنه يُطلق على نسبة السبعين بالمائة المركزية من نشاط التداول حول نقطة التحكم POC (+/-انحراف معياري واحد) «منطقة القيمة».
عناوين الأقسام لـ «مخطط حجم السوق لمجلس شيكاغو للتجارة، 1986» هي:
- استخدام مخطط حجم السوق لCBOT لتحسين الأداء
- المخطط: الرابط بين بيانات CBOT والسوق
- الجزء الأول ما يفعله السوق: الرسم البياني لحجم السوق
- الجزء الثاني حالة السوق: بيانات السيولة المصرفية[2](Liquidity Data Bank)

في عام 1987 أطلق البروفيسور توماس ب. درينكا بجامعة ويسترن إلينوي أول دورة تدريبية حول مخطط حجم السوق في الأوساط الأكاديمية. اعتبارًا من عام 2010، لا تزال ويسترن هي المؤسسة الأكاديمية الأولى والوحيدة التي تقدم مثل هذه الدورة كجزء من المناهج الدراسية.
أُصدر دليل مخطط حجم السوق لCBOT الجديد والمُوَسَّع في 335 صفحة (CBOTMP2) في عام 1991. في هذا المجلد، خُصِّيصّتُ الأقسام الخمسة الأولى لتحليل مخطط حجم السوق. القسم الأخير يناقش بيانات السيولة المصرفية LDB. على عكس (CBOTMP1) فإنه لا يوجد تركيز على منتج مؤشر مخطط حجم السوق. في الفترة بين 1985 - 1991 انتشر مفهوم المخطط بين العامة (في إحدى مقالات شيكاغو تريبيون، تم تحديد شتايدلماير بأنه «الرجل الذي يعرف إلى أين يتجه السوق»).

في أوائل عام 1986 أنشأ كلاً من شتايدلماير وكيفن كوي «مدرسة منطق السوق» (Market Logic School) لتعليم التداول الخاص بالمخطط السوقيّ. في نفس الوقت تقريبًا تخلى مجلس شيكاغو للتجارة عن تسويق بيانات السيولة المصرفية مباشرةً للجمهور (أصبحت CISCO Futures البائع لها). زاد الوصول العام إلى بيانات التجزئة بشكل كبير بحيث يمكن إنشاء مخططات للسوق في الوقت الفعلي خلال اليوم (في حين أن بيانات LDB التي تفصل فئة المشارك بسعر لا يزال يتم إنشاؤها في نهاية اليوم). لقد أصبح من الواضح بشكل متزايد أن أيام التداول الحُر باتت معدودة. بحلول عام 1991 كان من الواضح أن التركيز كان على تقنية مخطط السوق وبدرجة أقل على قاعدة البيانات المستخدمة لدعم العمليات الحسابية. ومن هنا جاء التغيير في التركيز على مخطط السوق مقابل بيانات LDB في CBOTMP2. في كل من CBOTMP1 و CBOTMP2، يظهر «مخطط حجم السوق» في الاسم، ولكن من الصعب العثور على تعريف لمخطط السوق بالضبط. يتم إعطاء العديد والعديد من الأمثلة في كلا المنشورين. تعريف عملي من Mind Over Markets (9) هو: «نشاط سعر السوق المسجل فيما يتعلق بالوقت في منحنى الجرس الإحصائي». يضاف إلى ذلك تعريف السعر والعلامة، "TPO" (فرصة السعر الزمني)، مع تعريف TPO في CBOTMP1 على النحو التالي: «الفرصة التي يخلقها السوق بسعر معين في وقت معين». على سبيل المثال:
```
101150 A A = 08:00 to 08:29
101125 AB B = 08:30 to 08:50
101100 B C = 09:00 to 09:29
101075 BC

```

تحدد الحروف الوقت، كما هو الحال مع الموضع (A في عمود واحد، B في العمود التالي إلخ. A ، B ، C هي TPO (بخصوص السعر).
- قراءة مخطط حجم السوق
- مخططات للاتجاهات طويلة المدى
- فِهْم نشاط سوق المؤثرات في القيم
- بيانات مخطط السوق وعملية التوزيع
- أدوات مخطط السوق لدعم قرارات التداول
- تحليل حجم بيانات السيولة المصرفية

يُقال أن الحجم يحدد علامات الاستمرارية أو التغيير، لاستنتاج التيسير الاتجاهي للتجارة، ولكن «بيانات الحجم، في حد ذاتها، لا معنى لها». والسبب المعطى هو أنه «من الضروري معرفة ما يفعله المشاركون في السوق». يتم عرض العديد من «قراءات مخطط السوق» في كل من CBOTMP1 و CBOTMP2 ، لاستنتاج من يقوم بالتداول وما هي الرسالة التي يرسلونها. إحدى الطرق، على ما يبدو، هي معرفة ما إذا كان الحجم يرتفع إلى الاتجاه الصعودي أو الهبوطي خلال اليوم. بيانات LDB التي تمت مناقشتها هنا هي نهاية اليوم. بعد مرور بعض الوقت، بدأ مجلس التجارة والصناعة في تحرير عمليات التخليص خلال النهار لمدة نصف ساعة. تشير عمليات التخليص هذه عند مقارنتها ببيانات التجزئة إلى تأخير لمدة نصف ساعة تقريبًا. لم يتم توضيح كيفية تأثر قراءة تيسير التجارة مع البيانات المتأخرة.
في بداية اليوم تشكل الساعة الأولى من التداول نطاقًا (الرصيد الأولي). بعد ذلك مع استمرار المعلومات الإضافية عن تداولات اليوم، يتم التعرف على بعض أشكال الرسم البياني تسمى أنواع الأيام. هذه الأشكال تسمي «يوم محايد»، «يوم غير ذي اتجاه»، «يوم ذو اتجاه»، إلخ. نُوقِشَ مفهومٌ آخرٌ وهو «الانحراف المعياري الثالث» أو «توزيع شتايدلماير» ربما لدعم أنواع الأيام. يبدأ توزيع شتايدلماير عندما يتحرك التوزيع الحالي والتوازن خارج الاتزان (1، ص 175).

## العناصر الموضوعية (ذات هدف) والذاتية في مخطط حجم السوق
الجزء الموضوعي من مخطط حجم السوق هو عرض المخطط. يأتي هذا مباشرةً من البيانات نفسها، مما يؤدي إلى إنشاء TPO (إما من LDB أو بيانات التجزئة). العنصر الأساسي هو الرصيد الأولي والنطاق وموقع السعر للساعة الأولى من التداول.
بشكل شخصيٍ، تعرف شتايدلماير على بعض أنماط السلوك أو «نمط أو نوع اليوم» في الجزء الأول من اليوم (مرتبطة الرصيد الأولي)، وحدد 3 أنواع (CBOTMPG1 ، Pg 12) وما بعده، 4 (CBOTMP2 ، PG 4، 12). طور كلُ نوع خصائصاً معينةً لإخبار أي نوع من المتداول يتحكم (متداولون على المدى القصير، متداولون طويلون، إلخ.). تسرد Mind Over Markets أنواع 9 أيام. انظر المرجع 10 لمناقشة هذه النقطة.
أنواع الأيام هي قراءة الرسم البياني والتنبؤ. إن المشكلة المشهورة المتعلقة بتفسير الرسوم البيانية هي كثرة التفسيرات المحتملة لأيِ مخططٍ. توفر نظرية الإتقان بعض الأمل للمتداولين الراغبين في قضاء الوقت والجهد في فهم بيئة سوق المزاد. لكن هذا المسار يمكن أن يستغرق 10,000 ساعة من التدريب. جزء كبير من CBOTMPG1 وبشكل أكثر تحديدًا CBOTMPG2 مكرس لـ «قراءة» مخطط خحم السوق أثناء تطوره على مدار اليوم. يقترح CBOTMPG1 أن الأمر سيستغرق من ستة أشهرٍ إلى عامٍ لتعلم منهجية حجم السوق.

## القيود على مخطط حجم السوق
1. الشرط الأساسي لمخططٍ صالحٍ هو توزيع توازن طبيعي. إذا لم يكن السوق في حالة توازن فلا يوجد نقطة التحكم نقطة التحكم صالح أو انحراف معياري. غالبًا ما يكون الفحص البصري البسيط كافيًا للتصديق على أن التوزيع غير طبيعي: قد يكون لليوم توزيعان (ذروتان) أو قد يكون التداول اتجاهيًا، إلخ. مع أنّ البيانات غير المتوازنة غير مناسبة، لا يزال من الممكن تشغيلها كالمعتاد بواسطة برنامجٍ حاسوبيٍ، فمن المحتمل أن تكون النتائج بلا معنى أو مضللة. يبدو أن معظم المتداولين الذين يستخدمون مخطط السوق غافلين عن متطلبات الحياة الطبيعية.
2. حتى في أسواق التوازن العام، يمكن أن تكون هناك أيام تقفز فيها أسعار السوق خارج الحدود (الاختراقات الوهمية) ثم تعود في وقت لاحق في اليوم أو في اليوم التالي. لا يوفر مخطط حجم السوق لليوم الواحد مقياسًا موثوقًا لحالة السوق. تشير الأبحاث إلى أن مقياس ثلاثة أيام هو الحد الأدنى المفضل.
3. لقد تغيرت الأسواق منذ 1985/1991. تقترب Pits من الانقراض. في عام 1985 وما قبله كانت التجارة الأفراد في Pits عن طريق Open outcry؛ كان التجار علي الساحة وسيطرت «التجارة» على الأسواق. اليوم (2011) هناك القليل من Pits ويسيطر المتداولون العموميون على حجم التداول. بالتأكيد كان لدى المتداول الذكي واليقظ مثل شتايدلماير في Pits الكثير ليواصله أكثر من مجرد رسم المخطط المتاح اليوم.
4. تم تعريف الملفات الشخصية لاستخدام بيانات LDB. نقطة التحكم هي السعر عند الحد الأقصى لحجم التداول المسموح به. قلة من المتداولين اليوم يمكنهم الوصول إلى بيانات LDB. وجدت الأبحاث حول الحجم الذي تم استبداله بواسطة TPO أن TPO كانت موثوقة في تحديد موقع نقطة التحكم (6، 7). نقطة التحكم في ملف التعريف التعريفي من TPO ليست نسخة طبق الأصل من نقطة التحكم في مخطط السوق (13). يحتاج مستخدمو Meta-Profile إلى أن يكونوا على دراية بالاختلافات والاختلافات المحتملة بينهم في التداول.
5. الوقت الذي يتم إنفاقه على الأسعار الفردية لا يعني بالضرورة أن نفس القدر من الحجم قد حدث هناك. لنتائج أدق، يستحسن استخدام مخطط الحجم Volume Profile في بعض الأحيان والذي يعتمد فقط على الحجم والسعر ولا يأخذ الوقت في الحسبان على الإطلاق.